# Pimus fractus
Espèce
Synonymes
- Amaurobius fractus Chamberlin, 1920
- Walmus oblitus Chamberlin, 1947

Pimus fractus est une espèce d'araignées aranéomorphes de la famille des Amaurobiidae.

## Distribution
Cette espèce est endémique de Californie aux États-Unis,.

## Publication originale
- Chamberlin, 1920 : A new American Amaurobius (Arachnida, Araneina). Entomological News, vol. 31, p. 293.